# Múscul isquiococcigeal
El múscul isquiococcigeal o múscul coccigeal (musculus coccygeus) és un múscul parell situat al perineu, en el sòl pelvià. Travessa la cavitat de la pelvis com una hamaca; està situat per darrere del múscul elevador de l'anus i per davant del lligament sacrospinós. Té l'origen en la part més exterior, en la cara interna i les vores de l'espina isquiàtica i en el lligament sacrospinós; s'insereix en la part més interna del perineu, en la vora del còccix i la part inferior del sacre, al costat de la peça inferior del sacre.
Està innervat pels nervis sacres S3 i S4. Alguns autors consideren que són els nervis sacres S4 i S5.
Té una acció de suport del sòl pelvià. Assisteix a l'elevador de l'anus i al piriforme en el tancament de la part posterior de la pelvis; per exemple, tira còccix cap endavant després de la defecació. També té un paper com a múscul de suport del perineu.
En combinació amb l'elevador de l'anus, forma el sòl o diafragma pelvià. Aquesta estructura muscular està situada en el pla superior del perineu i està constituïda pel conjuntn muscular dels elevadors de l'anus i els músculs isquiococcigeals. Per sobre d'ell hi ha l'aponeurosi pelviana (pelviana superior o perineal profunda). També s'anomena diafragma pelvià superior de Henle.